# Verbundene Summe
In der Geometrie und Topologie ist die Bildung der verbundenen oder zusammenhängenden Summe eine Möglichkeit, aus gegebenen Mannigfaltigkeiten neue, kompliziertere Mannigfaltigkeiten zusammenzusetzen oder umgekehrt komplizierte Mannigfaltigkeiten als verbundene Summe von einfacheren zu zerlegen.

Verbundene Summe von A und B.

## Definition
Sind A und B zwei zusammenhängende m-dimensionale Mannigfaltigkeiten, so bezeichnet die verbundene Summe
{\displaystyle A\#B:=(A\setminus \operatorname {Int} B_{1}^{m})\cup _{f}(B\setminus \operatorname {Int} B_{2}^{m})}
diejenige Mannigfaltigkeit, die durch Herausschneiden je eines m-Balles {\displaystyle B^{m}} aus A und B und dem Zusammenkleben entlang der entstandenen Ränder entsteht, d. h. entlang des Homöomorphismus {\displaystyle f:S^{m-1}\to S^{m-1}} (so dass die Orientierung erhalten bleibt).

## Eigenschaften

### Wohldefiniertheit
Falls beide ursprünglichen Mannigfaltigkeiten orientiert sind, so wird die verbundene Summe eindeutig, indem man fordert, dass die Verklebeabbildung orientierungsumkehrend sein soll. Für die Konstruktion muss man zwar jeweils einen Ball auswählen, jedoch ist das Ergebnis (bis auf einen Homöomorphismus) das gleiche, egal wo der Ball herausgeschnitten wird.
Die verbundene Summe lässt sich auch auf die Kategorie der differenzierbare Mannigfaltigkeiten übertragen, indem man die Verklebung auf einem Kragen {\displaystyle S^{m-1}\times [0,1]} um die Randsphäre glatt definiert. Dabei erhält man Eindeutigkeit bis auf einen Diffeomorphismus.
Die Menge aller m-dimensionalen Mannigfaltigkeiten zusammen mit der Operation der verbundenen Summe bildet eine Halbgruppe mit der m-Sphäre als neutralem Element. Die verbundene Summe von {\displaystyle M} mit {\displaystyle S^{m}} ist also homöomorph zu {\displaystyle M}.

### Flächen (2-Mannigfaltigkeiten)
Bei Flächen (2-dimensionalen Mannigfaltigkeiten) bedeutet die oben beschriebene Konstruktion das Herausschneiden von je einer Scheibe und Verklebung am entstandenen eindimensionalen Rand.  
Die verbundene Summe mit einem Torus ist dann äquivalent zum Hinzufügen eines Henkels, sie erhöht also das Geschlecht der Fläche um eins. Der Klassifikationssatz für 2-Mannigfaltigkeiten sagt aus, dass jede kompakte Fläche homöomorph zur verbundenen Summe von einer 2-Sphäre, einer Kleinschen Flasche oder des projektiven 2-dimensionalen Raumes mit Null oder mehr Tori ist.
Beispiele für Flächen:
- Die verbundene Summe zweier Tori ist eine Sphäre mit 2 Henkeln, d. h. eine Fläche vom Geschlecht zwei.
- Die verbundene Summe zweier projektiver Räume ist eine Kleinsche Flasche.

### 3-Mannigfaltigkeiten
Ein wichtiges Resultat in der 3-dimensionalen Topologie ist folgende Primzerlegungssatz von Helmut Kneser (1930):
Jede kompakte, orientierbare 3-Mannigfaltigkeit ist die verbundene Summe einer eindeutigen Kollektion von primen 3-Mannigfaltigkeiten.
Eine Mannigfaltigkeit wird dabei als prim bezeichnet, wenn sie nicht als verbundene Summe zusammengesetzt werden kann außer auf die triviale Weise, d. h. als
{\displaystyle P=P\#S^{3}}.
Ist P eine prime 3-Mannigfaltigkeit, so ist sie entweder {\displaystyle S^{2}\times S^{1}}, das nicht-orientierbare {\displaystyle S^{2}}-Bündel über {\displaystyle S^{1}} oder jede 2-Sphäre in P berandet einen Ball. Im letzten Fall heißt P irreduzibel.
Der Primzerlegungssatz gilt auch für nicht-orientierbare 3-Mannigfaltigkeiten, jedoch muss hierfür die Eindeutigkeitsaussage abgewandelt werden:
Jede kompakte, nicht-orientierbare 3-Mannigfaltigkeit ist die verbundene Summe eine Kollektion von irreduziblen 3-Mannigfaltigkeiten und nicht-orientierbaren {\displaystyle S^{2}}-Bündeln über {\displaystyle S^{1}}. Diese Summe ist eindeutig falls man fordert, dass jeder Summand entweder irreduzibel oder ein nicht-orientierbares {\displaystyle S^{2}}-Bündel über {\displaystyle S^{1}} ist.
Der Beweis der beiden Theoreme benutzt die von Kneser entwickelte Normalflächentechnik.
Die Verbundene-Summen-Zerlegung spielt eine wichtige Rolle im Zusammenhang mit der von William Thurston aufgestellten Geometrisierungsvermutung.